# لی گی کوانگ
لی گی کوانگ (کره‌ای: 이기광؛ زادهٔ ۳۰ مارس ۱۹۹۰) که به‌طور حرفه‌ای با نام گی‌کوانگ (کره‌ای: 기광) شناخته می‌شود، خواننده، ترانه‌سرا و بازیگر اهل کره جنوبی است. او عضو گروه پسرانهٔ هایلایت است. گی‌کوانگ در مجموعه‌های تلویزیونی ضربه عالی روی پشت بام، پرنسس من، چرخه و دوست‌داشتنی وحشتناک بازی کرده‌است.